# Landtagswahl in Südtirol 1998
- Verdi Grüne Vërc: 2
- Progetto Centro-Sinistra/Mitte-Links-Projekt: 1
- Südtiroler Volkspartei: 21
- Popolari und UDA: 2
- Ladins/Demokratische Partei Südtirol: 1
- Die Freiheitlichen: 1
- Union für Südtirol: 2
- Lista Civica/Forza Italia: 1
- Alleanza Nazionale/I Liberali: 3
- Unitalia/Fiamma Tricolore: 1

Die Südtiroler Landtagswahl 1998 fand am 22. November 1998 als Wahl zum Regionalrat Trentino-Südtirol statt. Formalrechtlich erfolgte die Wahl zum Regionalrat in zwei getrennten Wahlkreisen, von denen einer dem Gebiet der Provinz Bozen, einer dem Gebiet der Provinz Trient entsprach. Im Wahlkreis der Provinz Bozen wurden 35 Abgeordnete zum Regionalrat gewählt, in der Provinz Trient ebenfalls 35 Abgeordnete. Mit ihrer Wahl in den 70 Mandate umfassenden Regionalrat wurden die Abgeordneten des Wahlkreises Bozen gleichzeitig Mandatare des Südtiroler Landtags, jene des Wahlkreises Trient hingegen Abgeordnete zum Trentiner Landtag. Dementsprechend fand die Landtagswahl im Trentino 1998 am gleichen Tag statt. 
Die XII. Legislaturperiode begann am 17. Dezember 1998 und endete am 17. November 2003. Am 4. Februar 1999 wählte der Landtag die Südtiroler Landesregierung (Kabinett Durnwalder III).

## Wahlergebnis
| Partei                                       | Stimmenanzahl | Prozent | Mandate |
| -------------------------------------------- | ------------- | ------- | ------- |
| Südtiroler Volkspartei                       | 171.820       | 56,6 %  | 21/35   |
| Alleanza Nazionale – I Liberali              | 29.287        | 9,7 %   | 3/35    |
| Verdi Grüne Vërc                             | 19.696        | 6,5 %   | 2/35    |
| Union für Südtirol                           | 16.607        | 5,5 %   | 2/35    |
| Lista Civica – Forza Italia – CCD            | 11.345        | 3,7 %   | 1/35    |
| Ladins – Demokratische Partei Südtirol       | 11.028        | 3,6 %   | 1/35    |
| Progetto Centro-Sinistra/Mitte-Links-Projekt | 10.530        | 3,5 %   | 1/35    |
| Popolari                                     | 8.239         | 2,7 %   | 1/35    |
| Die Freiheitlichen                           | 7.543         | 2,5 %   | 1/35    |
| Unitalia – Fiamma Tricolore                  | 5.419         | 1,8 %   | 1/35    |
| Unione Democratica dell’Alto Adige           | 5.340         | 1,8 %   | 1/35    |
| Rifondazione Comunista                       | 4.129         | 1,4 %   | 0/35    |
| Lega Nord                                    | 2.606         | 0,9 %   | 0/35    |

## Historische Bedeutung
Die Südtiroler Volkspartei konnte sich vom bis dato schlechtesten Ergebnis der Parteigeschichte 1993 erholen und gewannen 2 Sitze hinzu. Die Freiheitlichen verloren ein Mandat und die Lega Nord war nicht mehr vertreten. Die aus dem Movimento Sociale Italiano hervorgegangene Alleanza Nazionale verlor einen Sitz an Unitalia. Auch die italienischen Linksparteien (DS, PRC, PCI, PSI, PSDI und DP) setzten ihre Verlustserie fort, diese hatten 1973 noch 14,77 % und erreichten diesmal nur 4,83 % der Stimmen.